# 星桥
星桥是江苏苏州山塘河上的一座古桥，自东向西排列为第三座（东为通贵桥，西为彩云桥），该桥为单孔拱形石桥。星桥位于七里山塘的中段，明清时期曾是苏州最繁华的闹市之一。星桥旁安置有“文星狸”，是山塘七狸之一。